# Велики медвед
Велики медвед (лат. Ursa Major) или Велика кола је једно од највећих сазвежђа на северној небеској хемисфери (заузима 1280 квадратних степени). Ово сазвежђе је на нашем подручју циркумполарно (не залази за хоризонт због своје близине северном небеском полу). Велики медвед обухвата 149 голим оком видљивих звезда. Алфа Великог медведа је звезда Дубхе, док је најсјајнија звезда Алиот, ε Великог медведа, што је последица Бајерово означавања дуж астеризма Велика кола. Од седам најсјајнијих звезда, које чине најсјајнији део (код нас познат као Велика кола), њих пет се налазе у истој звезданој струји (бета (Мерак), гама, делта, епсилон и зета). Позната планетарна маглина М 97 се такође налази у границама овог сазвежђа. Велики медвед обухвата и велики број других небеских објеката.

## Карактеристике
Велики медвед покрива 1279,66 квадратних степени или 3,10% укупног неба, што га чини трећим по величини сазвежђем. Године 1930. Ежен Делпорт је поставио своје званичне границе сазвежђа Међународне астрономске уније (IAU), дефинишући га као 28-страни неправилан полигон. У екваторијалном координатном систему, сазвежђе се протеже између координата десне асцензије од 08h 08.3m  и 14h 29.0m  и координата деклинације од +28,30° и +73,14°. Велики медвед се граничи са осам других сазвежђа: Драко на северу и североистоку, Волар на истоку, Ловачки пси на истоку и југоистоку, Береникина коса на југоистоку, Лав и Мали Лав на југу, Рис на југозападу и Жирафа на северозападу. Скраћеницу сазвежђа од три слова „UMa“ усвојила је IAU 1922. године.

## Својства

### Астеризми
Обриси седам сјајних звезда Великог медведа чине астеризам познат као „Велики медвед“ у Сједињеним Државама и Канади, док се у Уједињеном Краљевству назива Плуг или (историјски) Чарлсова кола. Шест од седам звезда су друге магнитуде или више, и чине један од најпознатијих образаца на небу. Како многа његова уобичајена имена алудирају, каже се да његов облик подсећа на кутлачу, пољопривредни плуг или запрежна кола. У контексту Великог медведа, ове звезде се обично цртају тако да представљају задње ноге и реп Великог медведа. Почевши од „кутлаче” и протежући се у смеру казаљке на сату (на исток на небу) кроз ручку, ове звезде су следеће:
- α Велики медвед, познат по арапском имену Dubhe („медвед“), који је са магнитудом од 1,79 35. најсјајнија звезда на небу и друга најсјајнија звезда Великог медведа.
- β Велики медвед, назван Мерак („недра медведа“), са магнитудом од 2,37.
- γ Велики медвед, познат као Фекда („бутина“), са магнитудом од 2,44.
- δ Велики медвед, или Мегрез, што значи „корен репа“, што се односи на његову локацију као пресек тела и репа медведа (или кутлаче и дршке).
- ε Велики медвед, познат као Алиот, име које се не односи на медведа већ на „црног коња“, име је искварено из оригинала и погрешно додељено Алкору са сличним именом, бинарном пратиоцу Мизара голим оком.[8] Алиот је најсјајнија звезда Великог медведа и 33. најсјајнија на небу, са магнитудом од 1,76. Такође је најсјајнија од хемијски необичних Ап звезда, магнетних звезда чији су хемијски елементи или исцрпљени или појачани, и изгледа да се мењају како се звезда ротира.[8]
- ζ Велики медвед, Мизар, друга звезда са краја ручке Великог медведа, и четврта најсјајнија звезда у сазвежђу. Мизар, што значи „појас”, формира чувену двоструку звезду, са својим оптичким пратиоцем Алкором (80 Велики медвед), које су Арапи назвали „коњем и јахачем”.
- η Велики медвед, познат као Алкаид, што значи „крај репа“. Са магнитудом од 1,85, Алкаид је трећа најсјајнија звезда Великог медведа.[9][10]

### Друге звезде
Још један астеризам познат као „Три скока газеле“ је препознат у арапској култури. То је низ од три пара звезда који се налазе дуж јужне границе сазвежђа. Од југоистока ка југозападу, „први скок“, који обухвата ν и ξ Великog медведa (Алула Бореалис и Аустралис); „други скок“, који обухвата λ и μ Великог медведа (Таниа Бореалис и Аустралис); и „трећи скок“, који обухвата ι и κ Великог медведа (Талита Бореалис и Аустралис респективно).
W Велики медвед је прототип класе контактних бинарних променљивих звезда и креће се између 7,75m и 8,48m.
47 Велики медвед је звезда слична Сунцу са системом од три планете. 47 Велики медвед б, откривен 1996. године, кружи сваких 1078 дана и 2,53 пута је већи од масе Јупитера. 47 Велики медвед ц, откривена 2001. године, кружи сваких 2391 дан и 0,54 пута је већа од масе Јупитера. 47 Урсае Мајорис д, откривена 2010. године, има неизвестан период, који лежи између 8907 и 19097 дана; она је 1,64 пута већа од масе Јупитера. Звезда је магнитуде 5,0 и удаљена је приближно 46 светлосних година од Земље.
Звезда TYC 3429-697-1 (9h 40m 44s 48° 14′ 2″), која се налази источно од θ Великог медведа и југозападно од „Великог медведа“) призната је као државна звезда Делавера, и неформално је позната као Делаверски дијамант.

### Објекти дубоког неба
Неколико светлих галаксија налази се у Великом медведу, укључујући пар Месије 81 (једна од најсјајнијих галаксија на небу) и Месије 82 изнад медведове главе, и галаксија Вртетица (М101), спирала североисточно од η Великог медведа. Спиралне галаксије Месије 108 и Месије 109 се такође налазе у овом сазвежђу. Светла планетарна маглина Сова (М97) може се наћи дуж дна посуде Великог медвједа.
M81 је готово лицем окренута спирална галаксија удаљена 11,8 милиона светлосних година од Земље. Као и већина спиралних галаксија, има језгро које се састоји од старих звезда, са краковима испуњеним младим звездама и маглинама. Заједно са М82, део је галактичког јата најближег Локалној групи.
M82 је скоро рубна галаксија која је у гравитационој интеракцији са М81. То је најсјајнија инфрацрвена галаксија на небу. SN 2014J, очигледна супернова типа Iа, примећена је у М82 21. јануара 2014. године.
M97, такође названа и маглина Сова, планетарна је маглина удаљена 1.630 светлосних година од Земље; има магнитуду од приближно 10. Открио ју је 1781. Пјер Мешен.
M101, такође названа галаксија Пинвил, спирална је галаксија окренута лицем на 25 милиона светлосних година од Земље. Открио ју је Пјер Мешен 1781. Њени спирални кракови имају регионе са великим формирањем звезда и имају јаку ултраљубичасту емисију. Има интегрисану магнитуду од 7,5, што је чини видљивом у двогледима и у телескопима, али не и голим оком.